# Lista över fysiklagar
Detta är en lista över fysiklagar upptäckta av vetenskapen. 
- Boyles lag (tryck och volym av ideal gas)
- Charles och Gay-Lussacs lag (gaser expanderar proportionellt mot temperatur)
- Dulong–Petits lag cV = 3R/M (specifik värmekapacitet vid konstant volym)
- Einstein
  - Relativitetsteorin; E=mc2 (Energi=massa×ljusets hastighet2)
- Keplers lagar (planetrörelse)
- Beer-Lamberts lag (ljusabsorption)
- Newton
  - Newtons rörelselagar (tröghet, F=ma, verkan och reaktion)
  - Newtons gravitationslag Fg = G m1 m2/r2 (universell gravitationskraft)
  - Lag om värmeledning
- Coulombs lag (F = q1q2/4πε0r2)
- Ohms lag (U = I R)
- Kirchhoffs lagar (ström- och spänningslagar)
- Maxwells ekvationer (elektriskt fält och magnetfält i vakuum ·E = 0, ·B = 0, ×E = -∂B/∂t, ×B = c−2∂E/∂t)
- Poiseuilles lag ΦV = (π r4/8 η)(Δp*/l) (voluminell laminärt statiskt flöde av okomprimerbar likformig viskös vätska genom ett cylindriskt rör med konstant cirkelformigt tvärsnitt)
- Strålningslagar
  - Plancks strålningslag (spektraldensitet (spektrumtäthet) i strålning från en svartkropp)
  - Stefan–Boltzmanns lag j* = σ T4 (total strålning från en svartkropp)
  - Wiens lag λ0 T = kW (våglängd av toppen av utstrålning från en svartkropp)
- Termodynamik
  - Termodynamikens huvudsatser
  - Tillståndspostulatet